# 오이란
오이란(일본어: 花魁)은 일본 에도 시대의 대표적인 유곽지대인 요시와라의 유녀(遊女)중에서 높은 지위에 있는 자를 부르는 호칭이다. 오이란 주위에서 잡일을 맡아 하는 가무로(禿, かむろ)나 후리소데 신조(振袖新造) 가 '오이라노 도코로노 오네상'(우리들이 있는 곳의 언니)라고 부르는 데서 유래했다고 한다. 교토 및 오사카의 다유(太夫)에 해당하는 최고급 유녀이다.

## 관련 용어

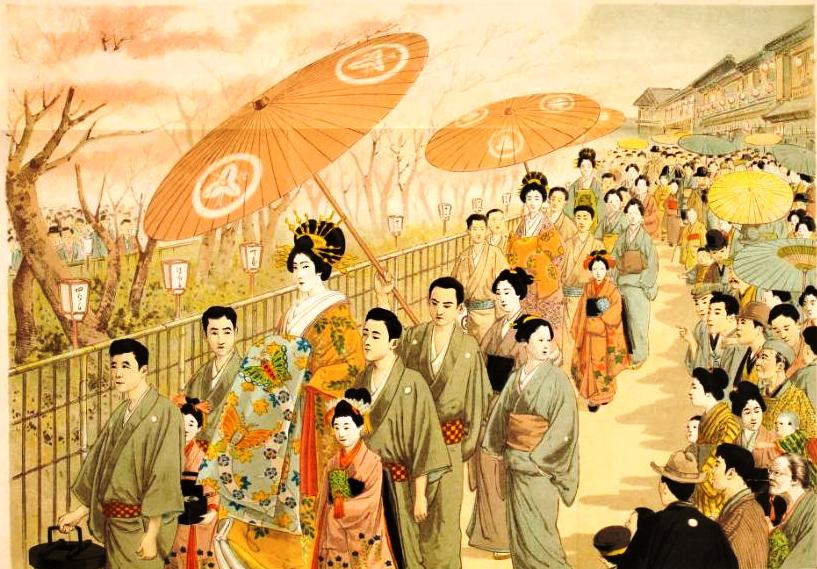
오이란 도츄 그림

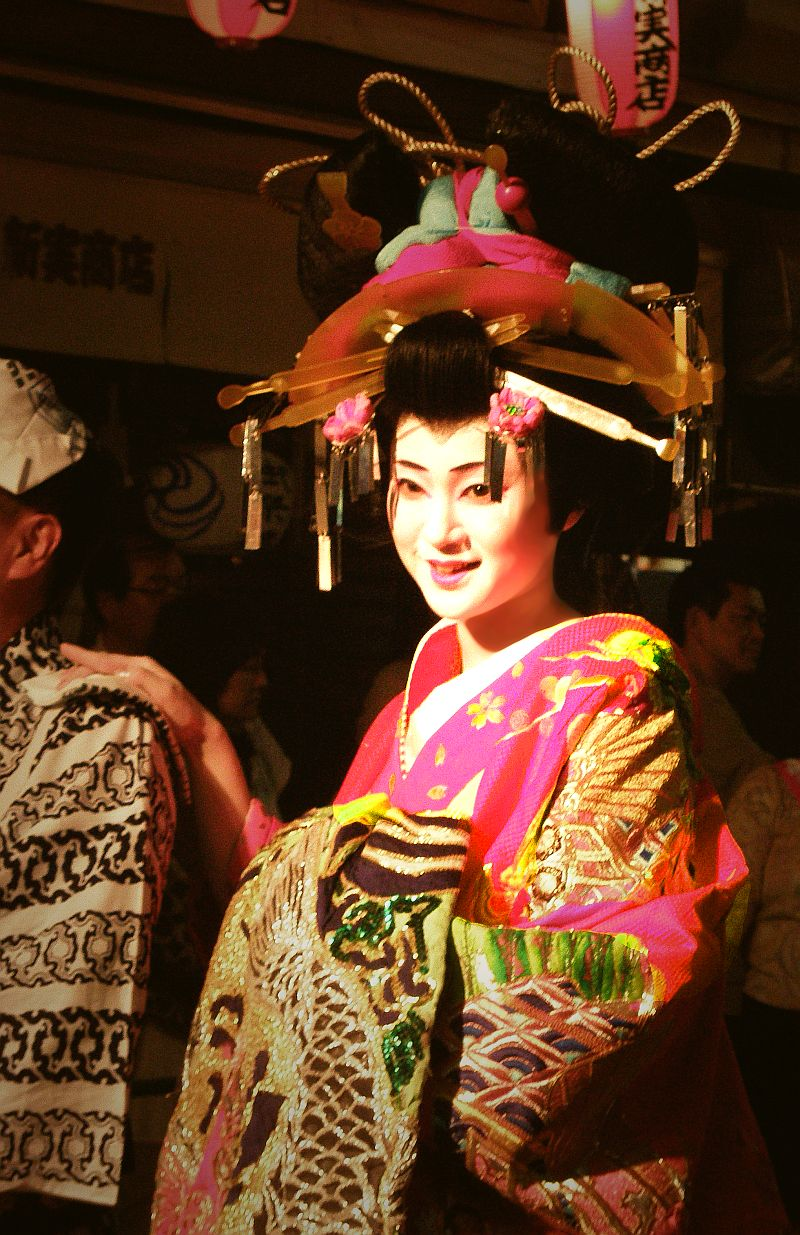
오이란 도츄 재현쇼

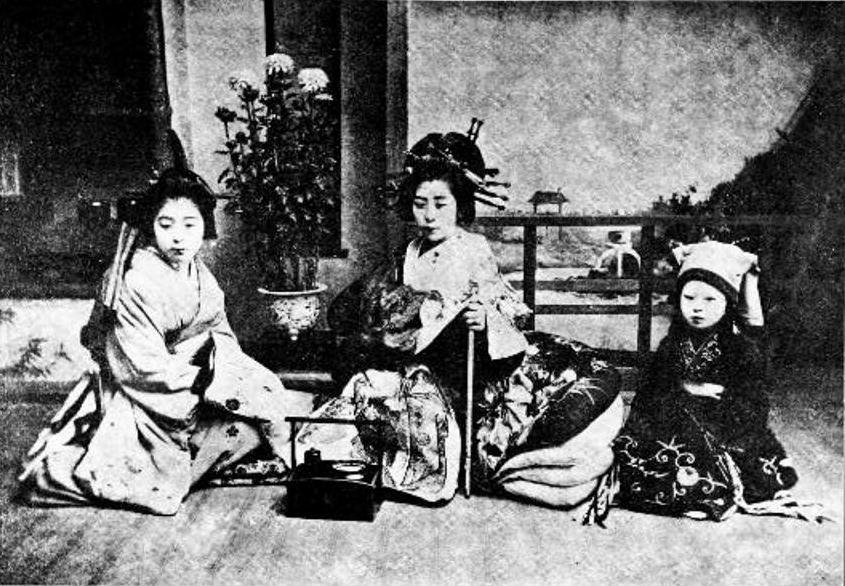
메이지 시대의 오이란. 야리테 (왼쪽)과 카무로와 오이란

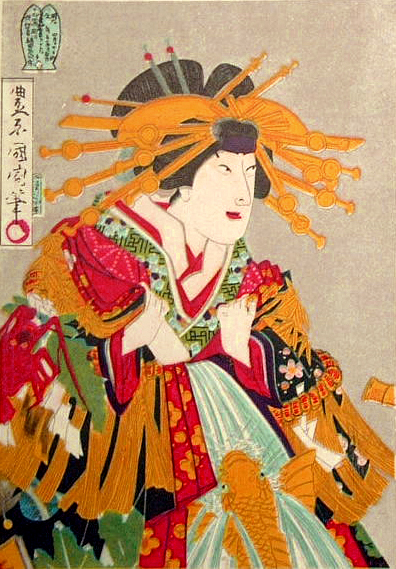
다테 효고. 4대 나카무라 후쿠스케의 미우라야아게마키. (토요하라 쿠니치카 그림 『江戸櫻』 대형 니시키에)

오이란 도츄(花魁道中)
오이란이 카무로나 후리소데 신조 등을 거느리고 아게야(揚屋)나 히키테쟈야(引手茶屋)까지 행진 하는 것. 오늘날에도 가부키와 각지의 축제 행사로 재현되기도 한다.
산마이하(三枚歯)의 무겁고 높은 검정 게타를 신고 八자로 걷는 것으로, 요시와라는 "소토하치몬지(外八文字)" (내딛는 발이 바깥쪽으로 돈다)이다. 교토 시마바라와 오사카 신마치는 타유 도츄(太夫道中)로, "우치하치몬지(内八文字)" (발이 안쪽으로 돈다)로 걷는다. 제대로 하치몬지로 걸을 수 있게 되려면 3년이 걸렸다고도 한다.
보우하치(忘八)
유곽(遊女屋)의 당주. 인ㆍ의ㆍ예ㆍ지ㆍ신ㆍ효ㆍ제ㆍ충의 8가지 덕을 잊은 사람으로 알려져 있었다.
카무로(禿)
오이란 주변의 허드렛일을 하는 10세 전후의 소녀. 그녀들의 교육은 아네키분(姉貴分)에 해당하는 유녀가 했다. 禿(대머리)라고 쓰는 것은 털이 가지런히 자라지 않은 소녀이기 때문에 빗댄 글자이다.
반토 신조(番頭新造)
기량이 나빠 유녀로 팔수 없는 자나, 기간이 끝난 유녀가 맡아 매니저 역할을 맡았다. 오이란 소속이다. 몰래 손님을 받기도 했다. 신조(新造)는 무가나 쵸닌의 아내를 가리키는 말이었으나, 나중에는 미혼 여성도 지칭하게 되었다.
후리소데 신조(振袖新造)
15-16세의 유녀 견습생. 카무로는 이 나이가 되면 아네키분의 유녀의 힘으로 후리소데 신조가 된다. 바쁜 오이란의 대리인으로 손님에게 불려가도 잠자리를 하지 않는다. 그러나 드물게는 은밀히 손님으 받는 사람도 있었다. 그 대금은 "츠키다시" 때의 비용에 보탬이 되었다. 후리소데 신조는 격이 높은 오이란이 될 장래가 약속된 것이다.
토메소데 신조(留袖新造)
후리소데 신조와 거의 동년배이지만, 카무로에서 상급 유녀가 될수 없는 기녀, 10대에 요시와라에 팔려 카무로 시기를 거치지 않은 기녀가 된다. 후리소데 신조는 손님을 받지 않지만, 토메소데 신조는 손님을 받는다. 그러나 아직 홀로서기 할 수 있는 신분은 아니기 때문에, 오이란의 보살핌을 받는다.
타이코 신조(太鼓新造)
유녀이지만 인기가 없었고, 그러나 재주는 뛰어나 주로 연회에서 기예 피로를 담당하였다. 후대 요시와라 게이샤의 전신 중 하나이다.
야리테(遣手)
유곽(遊女屋) 전체의 유녀를 관리ㆍ교육하고, 손님이나 당주, 유녀 사이의 중개역. 오해받기 쉽지만, 당주의 아내와는 별개로, 어디까지나 종업원이다. 어려운 역할 때문에 약속기간이 끝난 유녀나, 반토 신조 중에서 우수한 사람이 뽑혔다. 가게에 한명이라고는 한정되지 않았다.
제겐(女衒)
유녀들을 전국에서 모아 유곽에 공급하는 조달역. 겉으로는 기간 한정 봉공의 선차입 형식이지만, 실상은 인신매매. 개중에는 납치나 유괴에 통달한 악질적인 자도 있었다. 일명 인신매매자이다.
쿠루와코토바(廓詞)
유녀들은 전국에서 모여들기 때문에, 억양을 감추기 위해 「 - ありんす」 등 독특한 단어를 사용했다. 쿠루와코토바는 아게야에 따라 달랐다. 사토코토바, 오이란코토바, 아린스코토바 라고도 불린다.
다테 효고(伊達兵庫)
오이란의 형식에 상응하는 장려 현란한 헤어스타일. 요코효고의 파생형. 문금타카시마다의 가체를 크게 좌우로 붙이고, 거기에 소나무나 코토를 곁들인 칸자시를 좌우로 총 6개, 산호대옥 비녀 2개, 별갑빗 3개를 꽂은 것이다. 가부키 『助六由縁江戸櫻』의 미우라야아게마키나 『壇浦兜軍記』의 아코야에서 볼 수 있다.
미우케(身請)
오이란에게 국한되지는 않지만, 손님이 유녀의 몸값이나 빚을 지불하고 유곽에서 빼내는 것. 큰 가게의 오이란으로는 수천 냥이나 되었다고 한다.
요시와라 사이겐(吉原細見)
유곽마다 유녀의 이름을 적은 가이드북. 당시 베스트 셀러 중 하나였다고 한다.
니카이마와시(二階回し)
유곽에서 유녀와 손님이 자는 방의 전반을 관장하는 역할을 맡은 사람. 유녀가 특별한 일이 없을 때 방을 빠져나갔다는 것을 알게 되면 방으로 데려오는 것도 그의 역할이다.
마와시베야(廻し部屋)
하룻밤에 두 명 이상의 손님을 상대할 정도로 높지 않은 유녀가 있는 방.

## 같이 보기
- 게이샤
- 일본의 성매매